# Okręg mazowiecki Kościoła Adwentystów Dnia Siódmego w RP
Okręg mazowiecki – jeden z pięciu okręgów diecezji wschodniej Kościoła Adwentystów Dnia Siódmego w RP. Terytorialnie obejmuje zbory i grupy znajdujące się w granicach województwa mazowieckiego z wyłączeniem powiatu ostrowskiego, ostrołęckiego i miasta Ostrołęka, wchodzących w skład oddzielnego okręgu podlaskiego, obejmuje ponadto powiat łukowski z województwa lubelskiego oraz powiaty: ostrowiecki, skarżyski i starachowicki z województwa świętokrzyskiego. Siedziba okręgu znajduje się w mieście stołecznym Warszawie.
Aktualnie do okręgu mazowieckiego należy 11 zborów, 6 grup i 1 stację duszpasterską.
Seniorem okręgu mazowieckiego jest pastor Mariusz Maikowski.

## Zbory
| Miejscowość             | Jednostka                      | Pastor                        | Rok założenia |
| Łuków                   | zbór w Łukowie                 | kazn. Konrad Pasikowski       |               |
| Mszczonów               | zbór w Mszczonowie             | kazn. sen. Mariusz Zaborowski |               |
| Ostrowiec Świętokrzyski | zbór w Ostrowcu Świętokrzyskim | kazn. Krzysztof Romanowski    |               |
| Płock                   | zbór w Płocku                  | kazn. Jarosław Trojanowski    |               |
| Podkowa Leśna           | zbór w Podkowie Leśnej         | kazn. sen. Mariusz Zaborowski |               |
| Radom                   | zbór w Radomiu                 | kazn. Krzysztof Romanowski    | 1931          |
| Starachowice            | zbór w Starachowicach          | kazn. Krzysztof Romanowski    |               |
| Warszawa                | zbór Warszawa-Centrum          | kazn. Mariusz Maikowski       |               |
| Warszawa                | zbór Warszawa-Ursynów          | kazn. Mikołaj Krzyżanowski    |               |
| Warszawa                | zbór Warszawa-Żoliborz         | kazn. Mariusz Maikowski       |               |

## Grupy
| Miejscowość         | Jednostka                     | Pastor                        | Rok założenia |
| Ciechanów           | grupa w Ciechanowie           | kazn. Jarosław Trojanowski    |               |
| Grodzisk Mazowiecki | grupa w Grodzisku Mazowieckim | kazn. sen. Mariusz Zaborowski |               |
| Siedlce             | grupa w Siedlcach             | kazn. Konrad Pasikowski       | 1935          |
| Sochaczew           | grupa w Sochaczewie           | kazn. sen. Mariusz Zaborowski |               |

## Stacje duszpasterskie
Dojazdowe stacje duszpasterskie, w których nabożeństwa odbywają się nieregularnie (raz lub kilka razy w miesiącu) według ogłoszenia, obejmują następujące miejscowości:
- Wyszków
- Węgrów.